# Donacia brevicornis
Donacia brevicornis là một loài bọ cánh cứng trong họ Chrysomelidae. Loài này được Ahrens miêu tả khoa học năm 1810.